# Гилян
Гиля́н (перс. گیلان‎, тал. Gilan / Гилaн, гил. گيلان، گيلؤن), в древности Дайлам — один из 31 остана Ирана. Площадь — 14 042 км², население — 2 404 861 человек (2006).
Гилян находится на юго-западном побережье Каспийского моря, к западу от остана Мазендеран, к востоку от остана Ардебиль, к северу от остана Зенджан и Казвин. На севере остан Гилан граничит с Азербайджанской Республикой.

## География
Леса — около 1,5 млн га. Месторождения нефти, угля, железных и медных руд.

## История
В древности на этой территории обитали племена гелов (предки современных гилянцев) и кадусов (предки современных талышей). В поздней Античности эти территории именовались Падишхваргар. В VIII—IX частично завоёвана арабами, горная часть Тайлам (Дейлем) оставалась независимой. Ислам распространился в IX—X вв. В X — начале XIV вв. управлялась полусамостоятельными ханами. В 1307—1370 — под властью монголов. С 1370 года до XVI в. в восточной части (Лахиджане) существовало самостоятельное государство Сеидов. В начале XVI века область вошла в состав Ирана; до 1592 была вассалом Сефевидов. В период шаха Тахмаспа I губернатором Гиляна был его опекун Пир Мухаммед хан Устаджлу. С 1592 года стала доменом сефевидских шахов. Шах Аббас I в это время безжалостно ликвидировал полунезависимое княжество Гилян. Изгнав правителя хана Ахмеда и разрушив дворец Каркия. В XVI—XVII веках здесь неоднократно происходили антисефевидские восстания (1570—1571, 1592, 1629).
После удачной для России русско-персидской войны 12 сентября 1723 года эта область отошла к России. К концу русско-турецкой войны 1735—1739 область была возвращена Персии с целью организации альянса против Турции.
В 1916 году ханы гилянской области Асалем были тюрками. Считается, что они являются потомками племени устаджлу, которому Гилян был отдан в управление шахом Тахмаспом I, и позднее, шахом Аббасом I. Когда хан Кенгеруда получил приказ от Фатали шаха разрушить владение хана Намина, Мустафа хан сопровождал его и вернулся в Асалем с большой добычей. Население Асалема состояло из 1140 семейств, из них 200 – племя хана, шииты, 100 – пришельцы, и остальные - талыши сунниты.

### Иранская революция и Гилянская республика

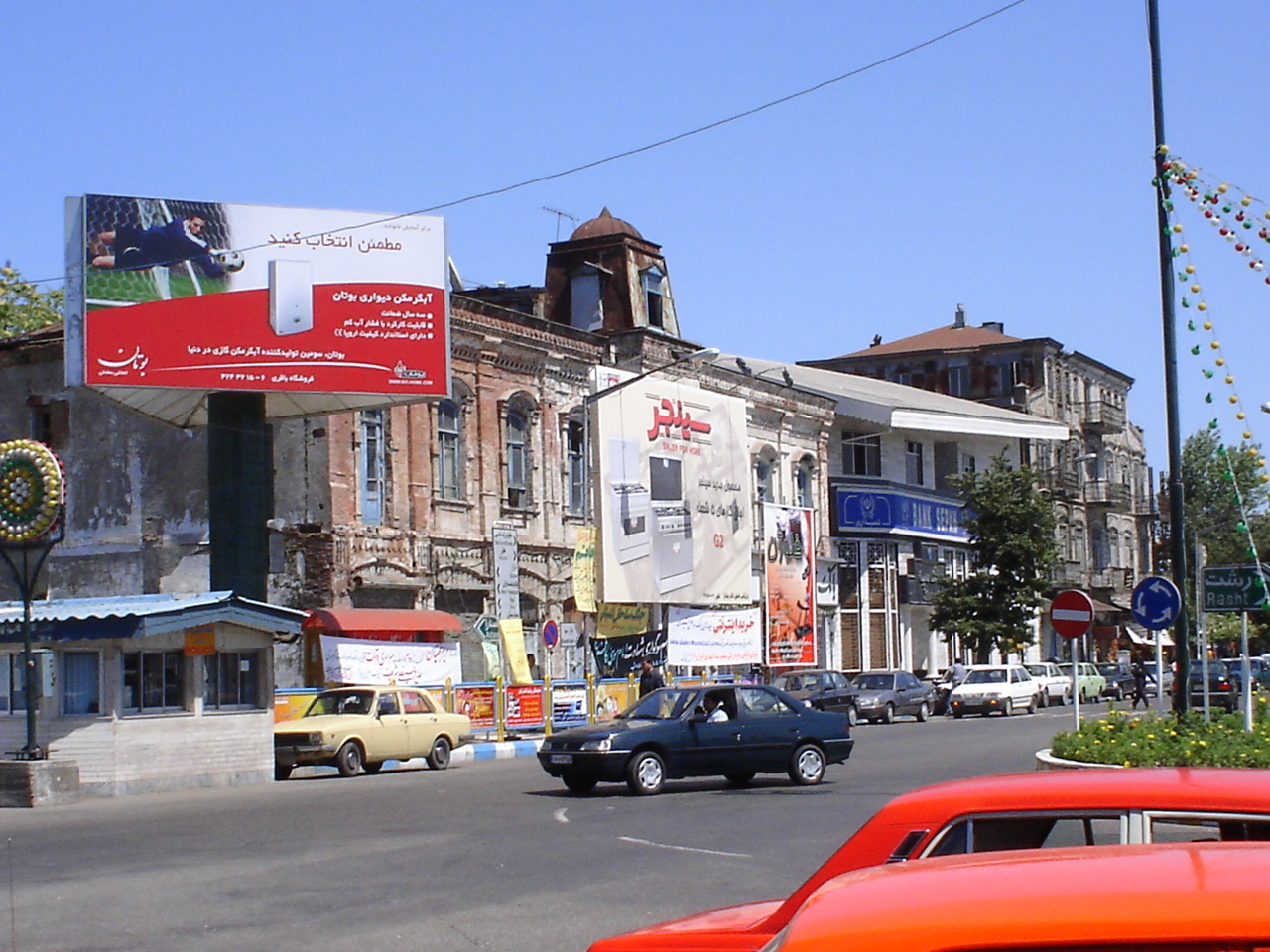
Здание времён Гилянской Советской республики в городе Бендер-Энзели.

В 1909 году Гилян — один из важных центров Иранской революции 1905—1911.
В апреле 1920 года по всему Северному Ирану иранские демократы под руководством шейха Мохаммада Хиябани подняли восстание против иранского правительства и поддерживающих его англичан. В мае в Гиляне при поддержке военного десанта советской Каспийской военно-морской флотилии власть перешла к повстанцам во главе с Мирзой Кучек-ханом. 5 июня 1920 была провозглашена Гиланская Республика (более известная как Советская Республика Гилан) со столицей в Реште, Реввоенсоветом, правительством и армией (бывшие отряды повстанцев-дженгелийцев). Главой (Предсовнаркома) республики первое время был Кучек-хан. В июле он ушёл из революционного правительства, отдав власть Хайдар-хану; вновь возглавил правительство республики в мае 1921. В августе 1920 года армия республики предприняла наступление на соседнюю провинцию Зенджан с перспективой на Тегеран, но была отброшена иранскими войсками.
Недостаток сил и средств, растущая враждебность местного населения, сопротивление иранских отрядов при поддержке англичан и другие неблагоприятные обстоятельства вынудили руководство РСФСР принять 20 сентября 1920 года решение о сворачивании военной операции в Иране и приступить к переговорам с шахским правительством. 26 февраля 1921 года был заключён советско-иранский договор о постепенном выводе советских войск. Согласно договору, советские войска начали покидать Гилян в апреле и полностью выведены к 8 сентября 1921.
Однако, республика продолжала существовать. Более того, в расчёте на то, что революция охватит весь Иран, 5 июня 1921 года республика была переименована в Персидскую Советскую Социалистическую Республику (ПССР), а её вооружённые силы ранее (8 мая) были объявлены Персидской Красной Армией (ПКА). В июне, при неофициальной поддержке вооружённых формирований из советского Азербайджана, ПКА во главе с главнокомандующим Эхсанулла-хан Дустдаром повторно совершила поход в провинции Мазендеран, Зенджан и попыталась овладеть Тегераном (вновь неудачно).
29 сентября после переворота, устроенного Кучек-ханом, ПССР вновь стала Гиланской Республикой, а в республике началась гражданская война. 2 ноября 1921 года республика была ликвидирована центральными иранскими войсками.

## Население
Основное население: гиляки, талыши, также есть курды и азербайджанцы.
Административный центр остана — город Решт. Другие города остана: Ленгеруд, Соумеэсера, Таларуд, Лахиджан, Хаштпар, Астара, Резваншахр, Рудсар, Рудбар, Эмлаш, Ашрафие, Саяхгол Шефат, Сумуе Сара, Фуман, Месал. Главный порт остана — Энзели.

## Административное деление
Провинция состоит из 13 Шахрестанов:
| Карта | Аббревиатура на карте                   | Шахрестан |
| ----- | --------------------------------------- | --------- |
|       |                                         |           |
| A     | Астара (Astara)                         |           |
| AA    | Астане-йе-Ашрафийе (Astaneh Ashrafiyeh) |           |
| BA    | Бендер-э-Энзели (Bandar-e Anzali)       |           |
| F     | Фуман (Fuman)                           |           |
| Lh    | Лахиджан (Lahijan)                      |           |
| Lr    | Ленгеруд (Langarud)                     |           |
| R     | Решт (Rasht)                            |           |
| Rs    | Рудсер (Roudsar)                        |           |
| Rb    | Рудбер (Rudbar)                         |           |
| S     | Совме-э-Сара (Soumahe Sara)             |           |
| Sh    | Шафт (Shaft)                            |           |
| H     | Талеш (Talesh, ранее Hashtpar)          |           |
| M     | Масаль (Masal)                          |           |

## Экономика
Главное занятие населения — земледелие. На низменности — рис (свыше 60 % пашни), кенаф, шелковица, цитрусовые, в предгорьях — чай, табак, оливки.
Текстильная, пищевая (чайная, рисоочистительная) промышленность. Рыболовство, ремесленно-кустарное производство. Гидроузел на реке Сефидруд.

## Образование
Семь высших учебных заведений.

## Достопримечательности
- Масуле — горная деревня с примечательной архитектурой.
- Крепость Рудхан — построенная при Сасанидах средневековая крепость в деревне Рудхан.